# Charity Cannon Willard
Charity Cannon Willard (Eureka, 9 de agosto de 1914-5 de junio de 2005) fue una académica estadounidense conocida por sus traducciones y obras sobre la poeta y autora del siglo XV, Christine de Pizan. Reconocida con varios premios académicos, los estudiosos la consideran una pionera en el estudio de Pizan.

## Trayectoria
Willard se graduó en Hiram College en 1934 con una Licenciatura en Artes, en 1936 recibió su Maestría en Francés en el Smith College y en 1940 obtuvo un doctorado en Filología Románica en el Radcliffe College. El primer trabajo publicado de Willard sobre Pizan fue su tesis doctoral, publicada en 1958. Por estar casada con un oficial de la Academia Militar de los Estados Unidos, no se le permitía trabajar a tiempo completo fuera del hogar. Por ello, tuvo que rechazar un puesto como profesora en la Universidad de Brown, en lugar de ello rellenó las licencias de profesor y viajó por Europa en busca de manuscritos de Christine de Pizan. En 1968, investigó sobre las relaciones políticas y culturales entre Pedro Condestable e Isabel de Portugal, duquesa de Borgoña en el Archivo General de la Corona de Aragón.
Finalmente, pudo aceptar un puesto a tiempo completo como profesora de francés y español en LadyCliff College (1961-1979), convirtiéndose en la primera esposa de un coronel de West Point en tener una carrera profesional a tiempo completo. Tras jubilarse en 1979, Willard se centró en sus estudios y traducciones sobre Pizán.

## Reconocimientos
A principios de la década de 1980, Willard recibió el título de Caballero de la Orden de las Palmas Académicas, un premio del gobierno francés que reconocía sus contribuciones a los estudios de Christine de Pizan. En 1988, recibió el premio de Alumno Distinguido de Hiram College, y fue reconocida con un LHD de Saint Mary College en 1993. En 1998, Willard recibió una medalla del Smith College como alumna distinguida y en dicha institución se conserva su obra.
En 2020, Willard fue una de las incluidas en el proyecto que pone en valor la labor de las "Mujeres Investigadoras en los Archivos Estatales (1900-1970)"  de la Subdirección General de Archivos Estatales del Ministerio de Cultura de España, que se encuentra en el Portal de Archivos Españoles (PARES).

## Obra
Pizan fue una figura feminista histórica importante como la primera "mujer de letras" de Francia. Sin embargo, antes de las contribuciones del Dr. Willard, los estudios sobre Pizan eran limitados en el mundo de habla inglesa. Una reseña en la revista Ms. reconoció la importancia de la contribución de Willard a la historia de la mujer. Los estudiosos están agradecidos por los estudios pioneros de Willard sobre Pizán, ya que sus obras encabezaron nuevos estudios sobre el poeta-autor.

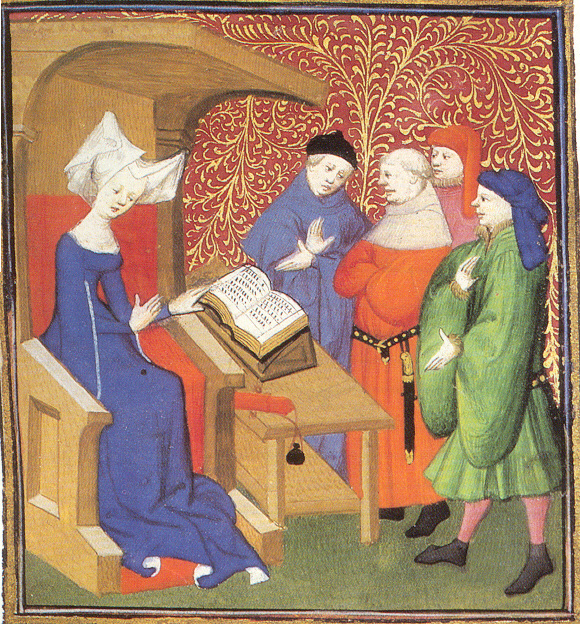
Christine de Pizan dando una conferencia

A continuación se muestra una lista de las principales obras publicadas de Charity Cannon Willard:
- El "Livre de Paix": una edición crítica : la tesis doctoral de Willard, publicada en 1958.[5][7]
- Christine de Pizan: Her Life and Works - estudios sobre Pizan, publicado en 1984.[6][4][12]
- Una edición crítica de Livres des trois Vertus de Christine de Pizan con Eric Hicks, publicada en 1989.[9]
- Tradujo los Livres des trois Vertus de Pizan al inglés como A Medieval Woman's Mirror of Honor – The Treasury of The City of Ladies, publicado en 1989.[9]
- Editor de Los escritos de Christine de Pizan – publicado en 1993.[9]
- Editor de la traducción al inglés de Sumner Willard de The Book of Deeds of Arms and of Chivalry de Christine de Pizan, publicada en 1999.[13]
- Escribió el prólogo de Christine de Pizan: A Casebook, publicado en 2003.[9]
- Editora de Les Faites d'armes et de chevalerie: Édition critique hasta su muerte (no terminó este trabajo).[9]